# Giovanni Battista Ferrini
Giovanni Battista Ferrini, conosciuto anche con il soprannome di Giovan Battista della spinetta (Roma, 1601 circa – Roma, 14 novembre 1674), è stato un organista, clavicembalista e compositore italiano.

## Biografia
Le notizie sulla sua biografia partono dal settembre 1619, quando divenne organista della chiesa di S. Luigi dei Francesi a Roma, conservando questo posto fino al settembre 1623.

È molto probabile che, lasciata la chiesa nazionale francese, sia stato assunto come organista a S. Maria in Vallicella (Chiesa nuova), chiesa della Congregazione dell'Oratorio. Nel 1628, infatti, è menzionato con il nome di «Giovan Battista [della] Chiesa nova» in una lista dei musicisti 'straordinari' pagati per la festa di S. Pietro nella basilica vaticana. Restò al servizio di S. Maria in Vallicella fino al maggio 1653, quando fu collocato a riposo con una pensione di 2 scudi mensili, assegnatagli «come a persona bisognosa e benemerita nel servitio della congregatione [dell'Oratorio]».

Occasionalmente prestò i suoi servizi ad altre chiese romane, fra cui la basilica di S. Pietro (1628, 1631, 1637), la Santa Casa di Loreto della confraternita dei Piceni (1648), la basilica di S. Maria Maggiore (1661), e l'oratorio del Ss. Crocifisso di S. Marcello (1640, 1644, 1646-1667).
Nel novembre 1671 fece testamento, nominando erede universale il nipote e allievo Bonaventura Mini. Morì il 14 novembre 1674 e fu sepolto, secondo le sue volontà testamentarie, a S. Maria in Vallicella.

La buona reputazione goduta da Ferrini ai suoi tempi ci è testimoniata sia dalle numerose sue composizioni presenti nelle antologie manoscritte di musiche cembalo-organistiche compilate a Roma nel XVII secolo, sia dagli elogi che gli rivolsero alcuni contemporanei nei loro scritti teorici. Il compositore Romano Micheli definisce Ferrini «musico peritissimo», ricordando il buon giudizio che aveva espresso sui suoi salmi concertati.  Athanasius Kircher nella sua Musurgia universalis menziona Ferrini come autore di ariette e villanelle, testimoniando, dunque, una produzione vocale del musicista di cui, tuttavia, non ci sono pervenuti esempi. Giuseppe Ottavio Pitoni, maestro di cappella della basilica vaticana, nella sua Guida armonica si avvalse di diversi passaggi tratti da composizioni strumentali di Ferrini, oggi perdute, fra le quali una Sonata La gagliarda prima a 5, un Ricercare 2° a 4, e una Canzona a 5.

## Produzione
Di Ferrini sono pervenute numerose composizioni cembalo-organistiche presenti in alcune raccolte manoscritte compilate nel XVII secolo. La principale fonte della sua produzione è il manoscritto Vat.lat. 569 della Biblioteca Apostolica Vaticana, compilato nel 1661-1663, appartenuto al romano Virginio Muzi, dottore in legge, allievo di Fabrizio Fontana e di Bonaventura Mini, nipote di Ferrini. Nel manoscritto sono contenute alcune toccate, partite e danze attribuite a Ferrini.

## Discografia
- Giovanni Battista Ferrini. Opere per clavicembalo, Roberto Loreggian, clavicembalo e spinetta, Tactus TC 600601 (1997)